# Kepler-90f
Kepler-90f és un exoplaneta
 que orbita l'estrella Kepler-90, situada a la constel·lació del Dragó. Va ser descobert pel telescopi Kepler l'octubre de 2013. Orbita la seva estrella mare a només 0,48 unitats astronòmiques i, a la seva distància, completa una òrbita cada 124,91 dies.

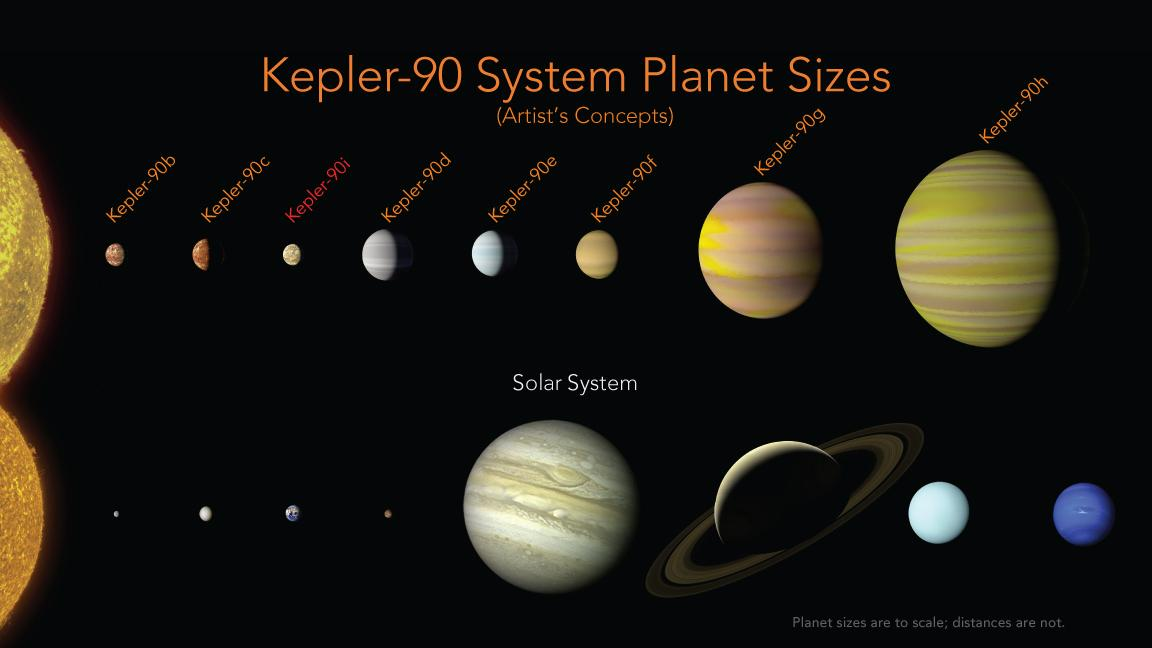
Sistema exoplanetari Kepler-90 en comparació amb el nostre Sistema Solar